# Smaragdina gratiosa
Smaragdina gratiosa es una especie de insecto coleóptero de la familia Chrysomelidae.
Fue descrita científicamente en 1845 por Lucas.